# Marilhou
Der Marilhou ist ein Fluss in Frankreich, der im Département Cantal in der Region Auvergne-Rhône-Alpes verläuft. Er entspringt im Regionalen Naturpark Volcans d’Auvergne im Gemeindegebiet von Le Vaulmier, entwässert generell Richtung Nordwest und mündet nach rund 25 Kilometern an der Gemeindegrenze von Sauvat und Méallet als linker Nebenfluss in die Sumène.

## Orte am Fluss
(Reihenfolge in Fließrichtung)
- Trizac
- Auzers